# BCPL
BCPL (Basic/Bootstrap Combined Programming Language) je strukturovaný a imperativní beztypový programovací jazyk.
Byl v něm poprvé napsán program Hello world. Byl to první programovací jazyk, který používal složené závorky pro bloky kódu. Kvůli tehdejším klávesnicím se někdy namísto složených závorek: { a } používalo $( a $). Používá jednořádkové komentáře uvozené //.

## Popis jazyka
BCPL měl být zjednodušení CPL a odstraňuje některé vlastnosti, které způsobovaly komplikovanou kompilaci CPL. Jazyk BCPL byl vytvořen pro psaní překladačů a pro systémové programování. Díky své přenositelnosti se rychle stal populárním.
Má pouze jeden datový typ: slovo. Aritmetické a porovnávací operátory s ním pracují jako s celým číslem (INTEGER) a logické operátory jako s jednotlivými bity.

## Příklad
Hello, World:
```
GET "libhdr"

LET start() = VALOF
$( writes("Hello, World!*n")
   RESULTIS 0
$)

```

Faktoriál:
```
GET "libhdr"

LET start() = VALOF
{
    FOR i = 0 TO 16 DO
    {
        writef("%n! = %n*n", i, faktorial(i))
    }
    RESULTIS 0
}

AND faktorial(n) = n=0 -> 1, n*faktorial(n-1)

```